# Tomoko Muramatsu
Tomoko Muramatsu (født 23. oktober 1994) er en japansk fodboldspiller. Hun har tidligere spillet for Japans kvindefodboldlandshold.

## Japans fodboldlandshold
| Japans landshold | Japans landshold | Japans landshold |
| År               | Kmp              | Mål              |
| ---------------- | ---------------- | ---------------- |
| 2015             | 2                | 0                |
| 2016             | 2                | 0                |
| Total            | 4                | 0                |